# Il garofano rosso (romanzo)
Il garofano rosso è un'opera letteraria di Elio Vittorini. Lo scrittore inizia il romanzo nel 1933: all'iniziale entusiasmo subentra presto una stasi e la stesura procede così con una certa fatica e con frequenti interruzioni, dovute ad altri lavori pressanti, come le traduzioni. Il garofano rosso, comunque, comincia a uscire a puntate, nello stesso 1933, sulla rivista Solaria, con cui lo scrittore collaborava.

## Storia editoriale
Quando appare la sesta puntata nell'agosto 1934, quel numero della rivista viene sequestrato dalla censura per ragioni morali (che riguardavano, oltre alle pagine di Vittorini, il racconto Le figlie del generale di Enrico Terracini). Vittorini viene invitato dal direttore a "purgare" la puntata e a rivedere le parti ancora da pubblicare. Questo costituisce per lo scrittore un compito tormentoso, visto che le lettere testimoniano un crescente distacco, per così dire, "affettivo", dal romanzo. L'obbligo dei ritocchi gli rendono il libro quasi estraneo, come egli stesso ricorderà a distanza di anni: «io m'ero accorto di non avere più ne Il garofano rosso un libro "mio" nell'atto stesso in cui lo ritoccavo per la censura». Quando compare la settima puntata, incorre nuovamente nel veto della censura ed esce tagliata. Vittorini continua di malavoglia a lavorare sia sulle parti nuove che sui passi censurati, ma il lavoro stenta a procedere e ancora nell'agosto 1935 il direttore di Solaria lo deve sollecitare perché concluda al più presto il romanzo. Finalmente nel 1936 l'ottava puntata esce (il numero di Solaria è retrodatato a settembre-dicembre 1934).
A questo punto Vittorini si dà da fare per pubblicare il romanzo in volume, riscrivendo ex novo le parti non pubblicate o mutilate a causa dell'intervento della censura e correggendo in vario modo lo stile. Tuttavia nel 1938 il manoscritto, spedito da Mondadori a Roma per l'approvazione ministeriale, riceve un nuovo - questa volta definitivo - rifiuto.
Lo sfortunato romanzo Garofano rosso rimane così inedito fino al 1948, quando finalmente esce presso Arnoldo Mondadori Editore con un'importante prefazione dell'autore: in essa Vittorini da un lato prende le distanze da questo suo romanzo giovanile, dall'altro ne sottolinea l'importanza nella sua biografia umana e intellettuale e il valore di documento storico di una generazione.
Quando stende la prefazione Vittorini non si mostra più convinto del libro, prima di tutto sul piano estetico: rifiuta ormai il "realismo psicologico" di cui si era servito per descrivere i personaggi e il linguaggio narrativo impiegato. Già nel 1936-1937 infatti, scrivendo Conversazione in Sicilia, Vittorini si era orientato verso moduli lirico-simbolici, verso una parola "poetica", una parola "musica", verso un'idea di romanzo volto alla ricerca di una verità profonda che «non si arriva a conoscere con il linguaggio dei concetti» (Prefazione). Tale ideale linguistico, che anima la ricerca espressiva di Conversazione, è realizzato solo a tratti nel Garofano, il cui stile, come dirà, è alquanto ibrido. D'altra parte, come osserva acutamente lo scrittore, proprio i libri non del tutto riusciti spesso costituiscono un prezioso documento: è come se l'avessero scritto tutti coloro che hanno vissuto quelle stesse esperienze.
«Il principale valore documentario del libro è [...] nel contributo che può dare a una storia dell'Italia sotto il fascismo e ad una caratterizzazione dell'attrattiva che un movimento fascista in generale, attraverso malintesi spontanei o procurati, può esercitare sui giovani. In quest'ultimo senso il libro ha un valore documentario non solo per l'Italia» (Prefazione). E Vittorini continua ricordando l'attrazione del giovane protagonista per il sangue, per la violenza, l'impressione che per diventare adulti, essere considerati "uomini", occorra versare del sangue. È appena avvenuto il delitto di Giacomo Matteotti e agli occhi di quei giovani «il fascismo è forza, e come forza è vita, e come vita è rivoluzionario». Forse per ribadire e accentuare questo valore di "documento generazionale", nella Prefazione Vittorini dà un'interpretazione strettamente politica della censura allora esercitata sul romanzo, ricordando che la censura fascista «non voleva nemmeno accenni a ragioni d'essere fascista che non fossero le ufficiali e ad entusiasmi giovanili per l'aspetto delittuoso che pur aveva avuto il fascismo [...] cioè per il suo aspetto sanguinario, per il suo aspetto violento».
In realtà, come oggi è stato dimostrato, la censura fu esercitata quasi esclusivamente per ragioni morali: l'amore tra Alessio e Zobeida era descritto con particolari assai scabrosi per l'epoca (il modello probabile delle scene erotiche era il romanzo di David Herbert Lawrence (1885-1930) L'amante di Lady Chatterley, 1928, di cui tutti allora parlavano e che nel 1933 Vittorini aveva tradotto per Arnoldo Mondadori Editore.

## Trama
Il garofano rosso è diviso in quindici capitoli ed ha una struttura composita: all'interno della narrazione si ha prima una lunga sezione dedicata al diario del protagonista e quindi alcune lettere dell'amico più caro, Tarquinio.
L'azione del romanzo, narrato in prima persona dal protagonista, Alessio Mainardi, si svolge principalmente a Siracusa, «la città dalla montagna rosa», a partire dal 1924, anno del delitto Matteotti.
Il romanzo ripercorre una fase importante della vita del giovane Alessio Mainardi: il trapasso dalla prima adolescenza alle soglie dell'età adulta attraverso una serie di esperienze "formative": l'amicizia (in particolare con Tarquinio), l'amore (da quello platonico per la liceale Giovanna, che gli dona come pegno un garofano rosso, alla scoperta dell'eros con la bella e misteriosa prostituta Zobeida), la passione politica (dall'ingenua infatuazione per la violenza fascista al primo germe di una diversa coscienza etica prima ancora che politica), la scoperta della totale "diversità" che lo allontana definitivamente dal rigido e freddo modello di vita rappresentato dal padre, tappa fondamentale anche quest'ultima per entrare nella vita "adulta".

### Alessio e Vittorini
Il romanzo ha uno spiccato sapore autobiografico: la città dove è ambientata l'azione è Siracusa, terra natale dello scrittore stesso; l'Alessio che nel 1924 ha sedici anni è esattamente coetaneo di Vittorini e come lui è legato alle zie e al nonno materno più che ai genitori. L'ingenuo «fascismo di sinistra» di Alessio è lo stesso vissuto dallo scrittore nella sua giovinezza; allo stesso modo l'embrionale presa di coscienza politica di Alessio, che lo porta a percepire «il mondo offeso», è il germe stesso che spingerà Vittorini a distaccarsi dal fascismo e a militare sul fronte opposto nella guerra di Spagna nel 1936. A differenza dell'autore, proveniente da una famiglia di modestissime condizioni, Alessio Mainardi è un giovane liceale di agiata famiglia borghese.

### Un romanzo di formazione

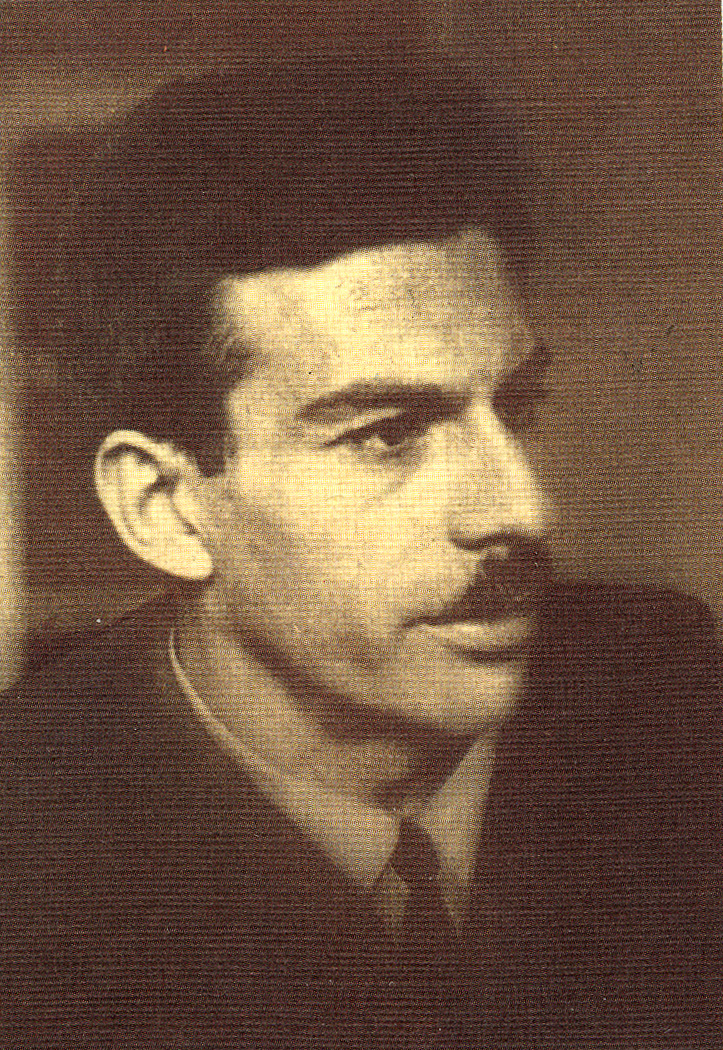
Elio Vittorini.

Come già si può capire dalla trama e da quanto abbiamo appena detto, Il garofano rosso si può leggere come un romanzo di formazione, che delinea il percorso esistenziale dell'adolescente Alessio Mainardi, ansioso di diventare adulto, di "entrare nella vita": un percorso simboleggiato dal garofano rosso che dà il titolo al romanzo. Dell'adolescenza questo romanzo conserva, a differenza di altri del genere, tutto il sapore inconfondibile ed è questa caratteristica che ne costituisce il fascino principale, soprattutto per un lettore giovane.
Una formazione che è sì principalmente quella di Alessio (e, in secondo luogo, dell'amico Tarquinio), ma al contempo è quella, come Vittorini stesso suggerisce nella Prefazione sopra citata, di un'intera generazione. Abbastanza spesso infatti, soprattutto nella prima parte, l'io narrante si identifica nel gruppo giovanile di cui fa parte e allora lo scrittore usa il pronome "noi": un gruppo giovanile legato dalle stesse abitudini, speranze, passioni politiche e che ha luoghi propri di ritrovo, un proprio modo, esclusivamente giovanile, di chiamare i luoghi: «Aspettavamo la campana del secondo orario, tra undici e mezzogiorno, pigramente raccolti, sbadigliando, intorno ai tavolini del caffè Pascoli & Giglio, ch'era il caffè nostro, del Ginnasio-Liceo, sull'angolo di quella strada, anch'essa nostra, con la via principale della città, dai borghesi detta Corso e da noi Parasanghea»: l'apertura del romanzo già sottolinea questa appartenenza al "gruppo", questa separatezza dal mondo degli adulti che all'inizio connota il romanzo.
I motivi conduttori del romanzo e al contempo, come si è detto, le esperienze esistenziali attraverso cui Alessio passa per costruire il suo io "adulto" sono quattro: il confronto con la storia e la politica (e quindi col fascismo), l'amicizia, l'amore e, più sullo sfondo, la famiglia. A metà circa del romanzo i riferimenti politici, così vivi nella prima parte, si sfocano fino quasi a scomparire del tutto, mentre emerge in primo piano il motivo dell'amore. Tra la prima e la seconda parte si colloca il viaggio di ritorno a casa dopo la sospensione da scuola in seguito allo sciopero. È un viaggio di ritorno all'infanzia, ai suoi riti e giochi, rinfrescati nella memoria di Alessio dai fratelli piccoli, dalla complicità affettuosa con la sorella. Fredde, distanti, del tutto incomunicabili appaiono invece al protagonista le figure del padre e della madre: i silenziosi pranzi nella casa paterna si contrappongono alla felice anarchia, all'allegra rumorosità della pensione a Siracusa, dove Alessio alloggia come studente.
La città è il mondo della storia, la campagna è il mondo dell'infanzia, anche se proprio in essa il giovane ha il primo barlume di una diversa coscienza politica, che porterà Alessio-Vittorini fuori dal fascismo: la scoperta delle dure leggi sociali che costringono alcuni a rimanere subalterni, la sconvolgente presa di coscienza del «mondo offeso», seppur solo accennata, ha una grande rilevanza nel cammino interiore di Alessio, avviandolo al progressivo distacco dalle «certezze fasulle del fascismo», dalle «infatuazioni vagamente rivoluzionarie a vantaggio di un'autentica rivoluzione interiore, segnata non solo dal rifiuto del goliardismo gratuito e spesso violento, fino ad allora praticato al fianco dei compagni di scuola, ma anche dallo stravolgimento inatteso della sua vita sentimentale» (De Nicola).
Se la famiglia non addestra alla vita, anche la scuola, con le sue figure di professori-macchiette, è lontana dal dare ad Alessio le risposte che cerca; anzi costituisce agli occhi del giovane un intralcio nel suo frettoloso cammino di crescita e vale più come teatro di avventurose e scapestrate imprese o di conquiste amorose che come luogo di crescita intellettuale.
Gli esami, le promozioni e le bocciature sono per il giovane Alessio "riti" quasi lontani da lui, che si consumano in una dimensione di irrealtà, distanti come sono dal suo io profondo.
Molto più importante, come già si è detto, sono l'amicizia, non priva di conflitti e antagonismi, con Tarquinio, e soprattutto l'amore. Se Giovanna è quasi esclusivamente una voce, simbolo più che esperienza reale dell'amore (come il garofano rosso che dona ad Alessio), Zobeida, la donna con un nome «da mille e una notte», è per Alessio l'amore vero, passione dell'anima e dei sensi. L'amore con lei è insieme un ingresso nel mondo adulto, attraverso la porta della sensualità, e al contempo un dolce ritorno all'infanzia, alla donna-madre, che alimenta nuovi racconti-favole.

## Lo stile
Il linguaggio impiegato nel romanzo è piuttosto ibrido: da un lato tende al realismo, dall'altro al lirismo, alla costruzione di una solariana "aura poetica", con una certa discontinuità tra le due dimensioni.
Al livello stilistico alto delle parti espressamente liriche, magari legate alla descrizioni di paesaggio, si contrappone una lingua quotidiana, a volte ostentatamente poco curata, con epiteti ed esclamazioni persino volgari e gergali, propri del mondo giovanile.
Certo, nell'uno come nell'altro registro, in diverso modo si sente il rifiuto, in genere proprio di «Solaria», e di Vittorini in particolare, di un linguaggio intellettualistico e tradizionale, la ricerca di nuove direzioni espressive.

## Opere derivate
Nel 1976 uscì nelle sale il film Il garofano rosso, per la regia di Luigi Faccini, tratto dall'omonimo romanzo di Vittorini.

## Edizioni
- Elio Vittorini, Il Garofano rosso, collana Oscar Classici Moderni; vol. 144, Arnoldo Mondadori Editore, 1997,  pp. 191, cap. 14, ISBN 88-04-40998-3.